# 家屋
家屋（かおく）は、家および屋舎の総称。地方税法でも住家、店舗、工場、倉庫その他の建物を家屋と言う。

## 家屋調査
家屋調査は、家屋の新築、増築、改築をした際、固定資産税のもととなる家屋の評価額を算出するための調査。。
各自治体の家屋担当職員は、登記所からの通知や建築確認申請などにより家屋の新築または増改築を把握し、家屋の所有者へ家屋調査の依頼をする。
家屋調査は、家屋外観の確認、所有者の方への聞き取り、建築資料等の確認ほか、必要に応じて家屋内部の立入調査を行う。外観確認により屋根、外壁を確認。立入調査は、担当職員が家屋の内部に立入り、内装の仕上げや建築設備の種類や数量などを確認する。建築設備はトイレや風呂など水回りなどのこと。調べられる建築資料は、建築確認申請書、工事見積書、工事請負契約書、竣工図面集など。
工事施工・建物解体場所に近隣する家屋や物件に対して、工事による影響を与えたかどうかを正確に判断する為の資料を得るために、現在の家屋物件の状態を調査する。
土地家屋調査士が行う家屋に関する調査及び測量は、不動産建物の物理的な状況を正確に把握し不動産登記するためにする調査、測量（建物計測）を指す。新築した建物や登記し忘れている建物は登記記録がないため、新築建物ならば完成時にどのような建物であるか、誰が所有者であるか登記する必要があり、これを「建物表題登記」というが、このほかに建物関連の登記には建物の種類・構造・床面積等に変更があったときの変更登記や誤っていたときの更正登記、建物が滅失したときの滅失登記や、建物合体登記、建物分割登記、建物区分登記、建物合併登記などがある。これらの登記のため、必要に応じて建物の位置や敷地内の配置寸法、建物の大きさなどの現地計測（建物図面・各階平面図作製のため）と写真撮影、必要資料収集などを行う。

## 空き家・廃屋
長期間居住者や使用者のいない家屋は空き家（空家）といい、居住者・使用者がおらず荒廃した家屋は廃屋と言う。
廃屋は所有者や責任者やその連絡先が不明なことが多く、崩落により周囲にも被害がでて、撤去にも費用がかかる。仮に所有者が明らかな場合でも、撤去して更地にすると固定資産税が高くなるために解体を躊躇するケースも多い。そのために空き家対策が各地の問題となっている。
日本では住宅を撤去して更地にすると固定資産税の軽減措置が受けられなくなるため、相続した住宅をそのまま空き家にしているケースが増えていることが2014年に確認された。同年には、市町村が倒壊の恐れがある「特定空き家」の撤去や修繕を命じること、また、行政代執行も可能にする空家等対策の推進に関する特別措置法が成立した。
2020年2月25日、2017年10月国土交通政策研究所の調査によると、無回答を除くと専任職員を置いていない市町村は約32％に上り、空き家がある自治体の内、対策をした実績があるのは約13％にとどまった。
総務省の2018年度の調査によると、別荘や賃貸用の住宅などをのぞき、人が長い間住んでいない空き家は349万戸。20年間で約1・9倍に増え、住宅総数の5.6%を占める。
2024年4月30日、総務省は住宅・土地統計調査（速報値）を公表した。それによれば2023年10月時点での全国の空き家は900万戸にのぼり過去最多、総住宅戸数に占める空き家の割合は13.8パーセントで過去最高を更新した。都道府県別で空き家率が最高なのは和歌山県と徳島県で21.2パーセント、ついで山梨県20.5パーセント。900万戸の内訳は、賃貸や売却のための空き家（新築、中古含む）476万戸、別荘など二次的利用を目的とした住宅38万戸、使用目的のない空き家385万戸。
空き家対策
- 売却（無償譲渡、有償で国に引き渡し）[10]
- 解体
- 借家
- 空き家条例
- 空き家バンク制度
- アルベルゴ・ディフーゾ（英語版）（Albergo Diffuso） - 空き家をホテルの一室として観光に役立てる方策[11][12]。
- 移住体験施設- 移住者向けに空き家や蔵を改修しおためし移住の施設として利活用する取組[13]。代表的な例として栃木県栃木市の移住体験施設「IJUテラス蔵人館（くろうとかん）」がある[13]。
- 空き家マッチングツアー- 空き家を移住希望者等に見学や紹介、地域をつなぐマッチングイベント[13]。代表的な例として福井県美浜町のNPO法人ふるさと福井サポートセンターの美浜町空き家マッチングツアーがある[13]。

## 家屋と生物学
生物学的な表現をすると、ヒトが作る巣といえる。

### 家屋を生息域とする異種生物
ダニ目は家屋内で発見された種が五亜目にまたがって総計149種知られ、日本国内でも100種以上が記録されている。もちろんこの中には外部から一時的に侵入したもの、偶発的なものも含まれる。
ある程度、常在的に棲息するものには以下のようなものがある。
- 無気門亜目のチリダニ類は、室内のほこりの中に棲息し、チリや人間のふけ、毛髪などのタンパク質を摂取する。この類にはアレルゲンとなるものがある。陰気門類ではイエササラダニが、中気門類ではホソゲチトゲダニ等がやはりホコリの中に棲息する。
- コナダニ類はホコリの中にもいるが、小麦粉や砂糖などの保存食品などを食べ、時に大発生する。
- 前気門類のツメダニ類はチリダニやコナダニの捕食者で、彼らと共に出現する。時に人間に噛みついて炎症を起こす。
- 中気門類のイエダニは家に住むネズミに寄生し、時にヒトからも吸血する。

家屋に生息する動物には、しばしばその地域では家屋でしか見られないものがある。また、そのような種は、往々にして世界的な分布を持つ。これは人間の移動に伴って運ばれるためと考えられる。例えば、クモの場合、野外にも見られるものから家屋内でしか見られないものまであり、純家屋性の種は世界的に広く見られる例が多い。これにはアシダカグモ・チリグモ・ユカタヤマシログモ・オオヒメグモ・チャスジハエトリ等が挙げられる。